# Modelage à jets multiples

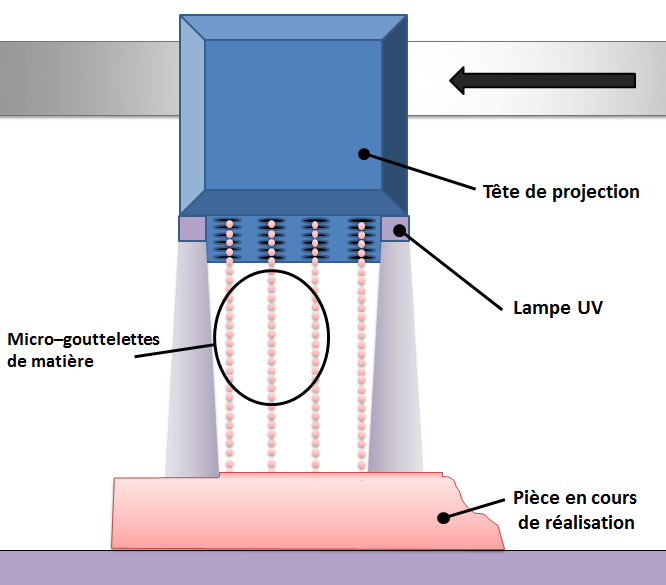
MJM (Multijet Modeling)

Le modelage à jets multiples ou Multijet Modeling (MJM) est un procédé d'impression 3D développé par 3D Systems pour la fabrication additive .
Ce procédé est similaire à une tête d'impression d'une imprimante 2D à jet d'encre classique, mais disposant de centaines de buses de jets et dont les gouttelettes de résine ou de cire sont de quelques micromètres.
Cette technologie permet de produire des pièces finales 100% en cire ou dans différentes résines polymères, avec des épaisseurs de couches de 16 micromètres.

En juin 2014, BMW utilise le Modelage à Jets Multiples pour une opération événementielle, en créant des voitures miniatures